# José Roberto dos Reis
José Roberto dos Reis, C.P. (São Luís de Montes Belos, 22 de abril de 1977) é um bispo brasileiro da Igreja Católica, desde 2024 é bispo auxiliar de Goiânia.

## Biografia
Ingressou na casa de formação dos Religiosos Passionistas, em Goiânia (GO), no dia 17 de fevereiro de 1997, já cursando licenciatura em Filosofia, UCG/IFITEG, concluída em 1998. Fez seu ano canônico de noviciado na casa de formação Nossa Senhora do Rosário, na cidade de Colombo (PR), no ano de 1999. Fez sua primeira profissão religiosa no dia 15 de janeiro de 2000, em São Luís de Montes Belos (GO) e profissão perpétua em Goiânia, no dia 08 de fevereiro de 2003. Neste mesmo ano concluiu o bacharelado em Teologia, UCG/IFITEG. Sua ordenação presbiteral foi no dia 07 de dezembro de 2003, em Adelândia (GO), por imposição das mãos de Dom José Mauro Pereira Bastos, CP.
De janeiro de 2004 a julho de 2010, foi formador dos postulantes e vigário paroquial na Paróquia Nossa Senhora Aparecida, em Goiânia. De 2005 a 2009, foi coordenador da equipe de formadores da Família Passionista do Brasil. De julho de 2010 a fevereiro de 2013, exerceu o ofício de Pároco da Paróquia de Nossa Senhora Auxiliadora, na cidade de Iporá (GO).
Em outubro de 2012, foi eleito superior regional dos passionistas no Estado de Goiás, função que exerceu até abril de 2014. De 2014 a 2017, foi mestre dos noviços na casa religiosa passionista em Ponta Grossa (PR). Em 2018, foi formador dos postulantes e vigário paroquial na Paróquia de Santa Maria Goreti em Cariacica (ES). De 2018 a 2022, exerceu a função de primeiro consultor da Província da Exaltação da Santa Cruz. De novembro de 2021 a julho de 2023, coordenou a equipe de formadores da Família Passionista do Brasil.
De 2019 até sua nomeação episcopal, exerceu a função de mestre dos noviços e vigário paroquial da Paróquia Santa Cruz, em São Luís de Montes Belos. Também foi membro do conselho presbiteral da diocese de São Luís de Montes Belos desde novembro de 2022. E no dia 4 de dezembro de 2024, foi eleito Coordenador da Família Passionista do Brasil.
Em 21 de dezembro de 2024, foi nomeado pelo Papa Francisco como bispo auxiliar de Goiânia, recebendo a sé titular de Feradi Minore.
No dia 22 de fevereiro de 2025, recebeu a sua ordenação episcopal, na Catedral de São Luís Gonzaga, tendo como celebrante principal Dom João Justino de Medeiros Silva, arcebispo metropolitano de Goiânia, coadjuvado por Dom Washington Cruz, arcebispo emérito de Goiânia, e Dom Lindomar Rocha Mota, Bispo de São Luís de Montes Belos.